# Robert Felisiak
Robert Felisiak (* 11. Oktober 1962 in Breslau, Polen) ist ein ehemaliger polnischer, ab 1989 deutscher Fechter, der mit dem Degen Olympiasieger und Vizeweltmeister war.

## Leben
1988 verließ Robert Felisiak Polen und schloss sich dem Fecht-Club Tauberbischofsheim an. Bei der Fechtweltmeisterschaft 1989 stand Robert Felisiak erstmals bei einem großen Turnier in der deutschen Fechtnationalmannschaft und gewann mit der Mannschaft die Silbermedaille. Bei der Fechtweltmeisterschaft 1991 gewann er mit der Mannschaft Bronze. Im Einzelfinale unterlag er Andrei Schuwalow aus der Sowjetunion und gewann die Silbermedaille.
Bei den Olympischen Spielen 1992 in Barcelona belegte Felisiak im Einzelwettbewerb den neunten Platz. Mit der Deutschen Degen-Mannschaft gewann er Gold, wobei mit Wladimir Resnitschenko, der 1988 mit der Sowjetunion Bronze gewonnen hatte, noch ein zweiter Späteingebürgerter in der Mannschaft war.
Für den Gewinn der Goldmedaille erhielt er am 23. Juni 1993 das Silberne Lorbeerblatt.
Anfang 1993 schloss sich Robert Felisiak den Zeugen Jehovas an. Da die Zugehörigkeit zu den Zeugen Jehovas mit der Ausübung eines Kampfsports unvereinbar ist, endete seine sportliche Karriere. Sein Arbeitsvertrag als Koordinator beim Leistungssportzentrum Tauberbischofsheim endete ebenfalls. Gleichwohl war er ab 2005 bis mindestens 2010 Mitglied im Trainerteam beim Fechtclub der TSF Ditzingen.

## Auszeichnungen
- Träger des Silbernen Lorbeerblattes